# Klaas Ooms
Karel Ooms (Amszterdam, 1917. június 9. – 1970. január 17.), holland válogatott labdarúgó.
A holland válogatott tagjaként részt vett az 1938-as világbajnokságon.